# 次殖民地
次殖民地指雖擁有行政機關、軍隊，但經濟、軍事、外交等一方面或多方面被別國控制的半殖民地國家或保護國，另外也包含其他委任統治地、托管地，以及殖民主義國家在這些地區設置的「海外領地」、「附屬地」、「海外省」等。該次殖民地的形成遠自西元前，而15世紀-20世紀中期，範圍最為廣闊。例如，孫中山就曾於1924年的數場演講中指稱中國是一個次殖民地。

## 簡介
次殖民地雖擁有主權，但是境遇與立場並不會比殖民地好。
孫中山在於廣州演講三民主義時就指出認為中國雖然表面上獨立，但受列強政治、經濟以及人口三種壓迫，喪失獨立自主的權利，事實上已成為列強的殖民地。「以做一國的奴隸，比較做各國的奴隸地位是高得多，講到利益來又是大得多。故叫中國做半殖民地，是很不對的。依我定一個名詞，應該叫做“次殖民地”。對此，他舉了越南與高麗做例子，他指該兩國萬一遇有天災，作主人還有來救濟的責任。而像次殖民地的中國遇有災難，西方帝國者則都認為沒有救濟的責任，反而沒有人來救濟。
在21世纪，此现象在韩国和菲律宾均有发生。